# Something (låt av Andrius Pojavis)
Something är en låt med den litauiska sångaren Andrius Pojavis. Låten är skriven av Pojavis själv.

## Eurovision
I slutet av 2012 deltog Andrius Pojavis med låten i Litauens nationella uttagning till Eurovision Song Contest 2013. Låten var ett av 39 bidrag som tävlade i uttagningen. Efter att ha tagit sig vidare från en utslagningsomgång den 3 november och en semifinal den 8 december, nådde Pojavis finalen med låten. Där tävlade den mot de andra 6 kvarvarande bidragen. Efter att resultatet kommit in stod det klart att låten hade vunnit.
Därmed blev "Something" Litauens bidrag i Eurovision Song Contest 2013 som hölls i Malmö i Sverige. Pojavis framförde låten på scenen i Malmö Arena i den första semifinalen den 14 maj. Låten gick vidare till finalen den 18 maj och placerade sig på plats 22.

### Scenframträdande
Den 10 februari 2013 höll Pojavis en konsert i samarbete med LRT för att samla in pengar för att finansiera scenframträdandet i Malmö. LRT hade tidigare gjort samma sak för Sasha Son år 2009 och för Donatas Montvydas år 2012. Konserten besöktes av kända litauiska artister som ville stötta både honom och landets ESC-projekt. LRT har redan planerat scenframträdandet för låten. Pojavis kommer inte att ha några dansare på scenen då man istället kommer fokusera på ljuseffekter och närbilder på sångaren. Det har också bestämts att andra scenkläder kommer att användas än de som Pojavis hade på sig i den nationella finalen.